# Museum Park (Miami)
Museum Park, precedentemente chiamato Bicentennial Park, è un parco cittadino di 13 ha a downtown Miami, in Florida (Stati Uniti d'America).

## Geografia
Il parco è delimitato a nord dall'Interstate 95, dal Metromover e dalla sede del Miami Herald, a sud dall'American Airlines Arena e dal Bayside Marketplace, ad ovest dal Biscayne Boulevard e ad est dalla Baia di Biscayne.
Sette isolati a sud si trova il Bayfront Park, anch'esso di 0,13 km².

## Storia

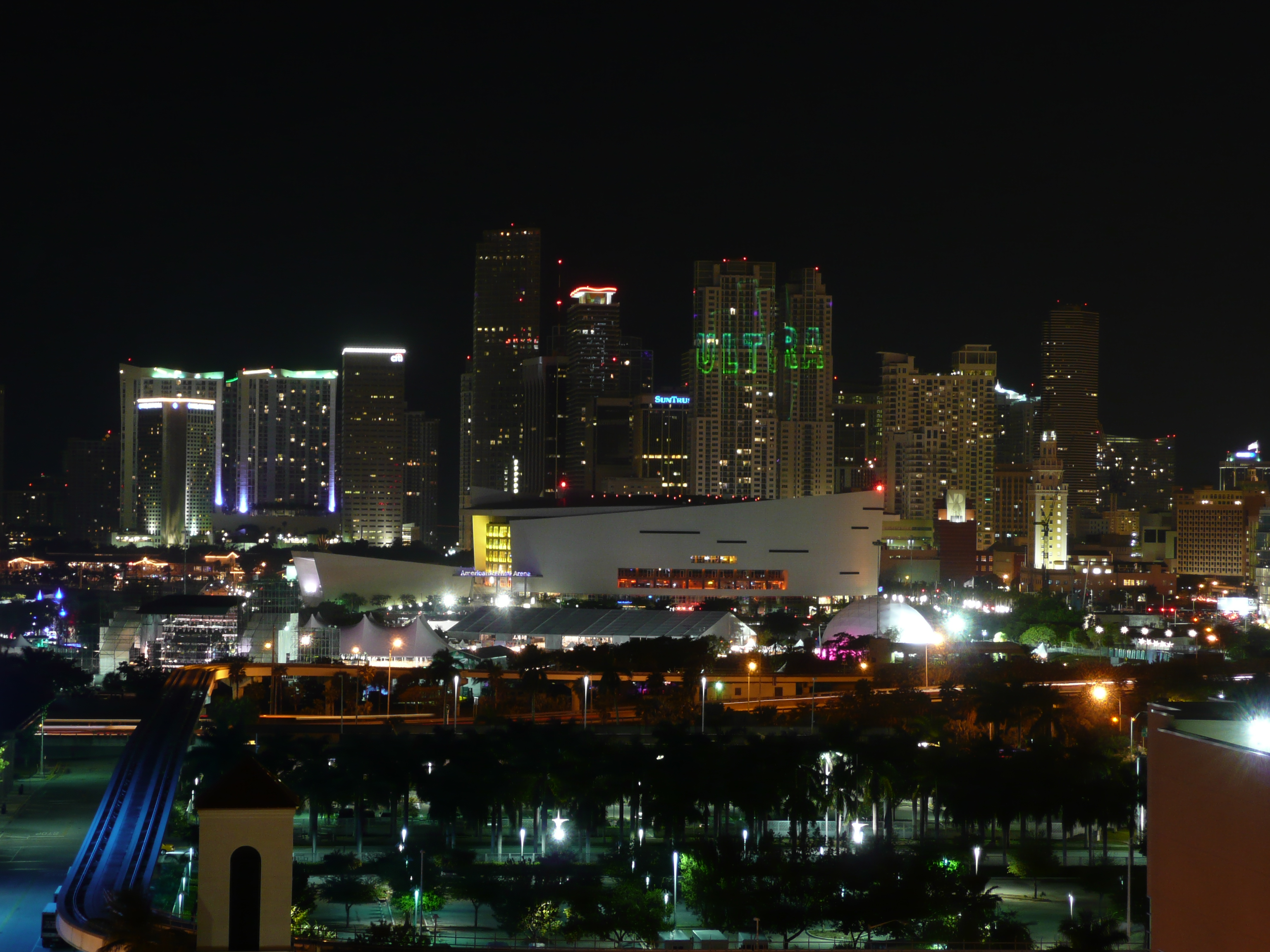
Bicentennial Park durante l'Ultra Music Festival il 27 marzo 2010.

Il parco ha aperto nel 1976 nel sito dove si trovavano numerosi scivoli della Seaboard Air Line Railroad. È stato chiamato "Bicentennial Park" per celebrare il bicentenario degli Stati Uniti d'America in quell'anno. Cambiò nome a dicembre 2013 all'apertura della nuova sede del Pérez Art Museum Miami. Il Bicentennial Park è gestito dal Miami-Dade County Parks and Recreation Department, un'organizzazione pubblica che gestisce tutti i parchi di Miami.
Dall'inizio degli anni 1900 alla metà degli anni 1960 il Bicentennial Park era la sede del Porto di Miami, fino a che venne trasferito nella vicina Dodge Island. Il porto che si trovava dove ora c'è il Bicentennial Park era un attivo porto cargo, commerciale e passeggeri, con gli uffici delle Clyde Mallory Lines. Una volta che il porto fu trasferito a Dodge Island, la terra fu bonificata dai residui industriali di decenni di commercio marittimo e venne progettato il parco, che aprì nel 1976 come secondo parco di Downtown in ordine di grandezza dopo Bayfront Park.
Il profondo rinnovamento al quale è stato soggetto il Museum Park è legato alla costruzione del nuovo Pérez Art Museum Miami e del Miami Science Museum. Il rinnovamento consiste in una completa rivisitazione del parco che rimaneva inutilizzato per gran parte dell'anno. A dicembre del 2010 è iniziata la costruzione della nuova sede del Miami Art Museum, che è stata completata a dicembre 2013.

## Eventi

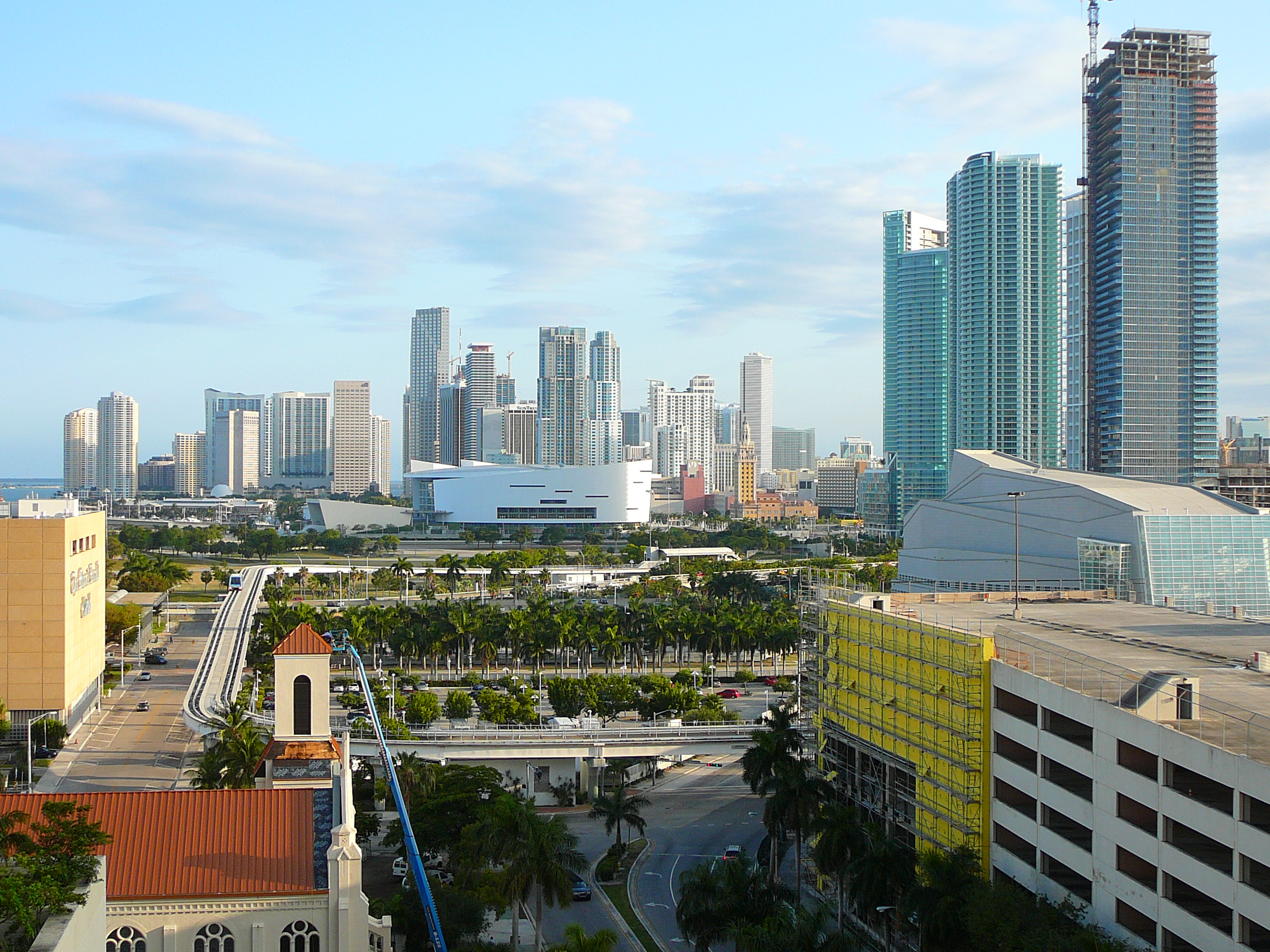
Bicentennial Park nel 2008

Bicentennial Park è la sede di numerosi grandi eventi, dato che può ospitare circa 45.000 persone. Tra questi eventi ci sono stati l'Ultra Music Festival, una manifestazione musica che dura per più giorni d attualmente tenuta al Bayfront Park. Tra i concerti rock si ricorda il Warped Tour, ma ha ospitato anche varie convention ed è il punto di partenza per escursioni in barca sulla Baia di Biscayne. A marzo del 2009, il Bicentennial Park fu la sede del Langerado Music Festival, un festival di tre giorni che si svolgeva al Big Cypress Seminole Indian Reservation ogni primavera dal 2003, ma che venne cancellato per la scarsa affluenza.

## Circuito automobilistico
Nel 1986, Ralph Sanchez trasferì il Grand Prix di Miami del IMSA GT Championship dal vicino Bayfront Park al Bicentennial Park. Un circuito di 3 km fu disegnato tra le strade del parco e l'adiacente Biscayne Boulevard. Dopo essere stato una gara del Trans-Am Series nel 1994, l'evento divenne la gara di apertura della stagione 1995 della IndyCar Series, con la vittoria di Jacques Villeneuve.
Risultati delle gare
| Anno                      | Data                 | Vincitore                             | Auto                  | Squadra                          |
| IMSA GT Championship      | IMSA GT Championship | IMSA GT Championship                  | IMSA GT Championship  | IMSA GT Championship             |
| ------------------------- | -------------------- | ------------------------------------- | --------------------- | -------------------------------- |
| 1986                      | 2 marzo              | Bob Wollek Paolo Barilla              | Porsche 962           | Bayside Leven Racing             |
| 1987                      | 1º marzo             | Elliott Forbes-Robinson Geoff Brabham | Nissan GTP ZX-T       | Nissan Electramotive Engineering |
| 1988                      | 28 febbraio          | Price Cobb James Weaver               | Porsche 962           | Dyson Racing                     |
| 1989                      | 5 marzo              | Geoff Brabham Chip Robinson           | Nissan GTP ZX-T       | Nissan Electromotive Engineering |
| 1990                      | 25 febbraio          | Geoff Brabham                         | Nissan NPT-90         | Nissan Performance Technologies  |
| 1991                      | 7 aprile             | Raul Boesel                           | Jaguar XJR-10         | TWR                              |
| 1992                      | 22 febbraio          | Geoff Brabham                         | Nissan NPT-91A        | Nissan Performance Technologies  |
| 1993                      | 21 febbraio          | Juan Manuel Fangio II                 | Eagle Mk III-Toyota   | All American Racers              |
| SCCA Trans-Am Series      |                      |                                       |                       |                                  |
| 1994                      | 5 marzo              | Tommy Kendall                         | Ford Mustang          | Roush Racing                     |
| CART IndyCar World Series |                      |                                       |                       |                                  |
| 1995                      | 5 marzo              | Jacques Villeneuve                    | Reynard-Ford Cosworth | Team Green                       |

## Infrastrutture e trasporti
Il Bicentennial Park è servito dal Metromover con la Eleventh Street Station e la Park West Station. Esisteva anche una stazione a Bicentennial Park, che venne però chiusa nel 1996 per scarso utilizzo.